# 皮埃尔菲特 (克勒兹省)
皮埃尔菲特（法語：Pierrefitte，法語發音：[pjɛʁfit] ⓘ）是法国克勒兹省的一个市镇，属于欧比松区。

## 地理
皮埃尔菲特（46°8'46"N, 2°13'58"E）面积6.4 平方千米，位于法国新阿基坦大区克勒兹省，该省份为法国中部省份，位于法國中央高原西北部，北起安德尔省和谢尔省，西接维埃纳省，南至科雷兹省，东临多姆山省，东北与阿列省接壤。
与皮埃尔菲特接壤的市镇（或旧市镇、城区）包括：古宗、圣沙布赖、圣于连勒沙泰勒、圣卢。

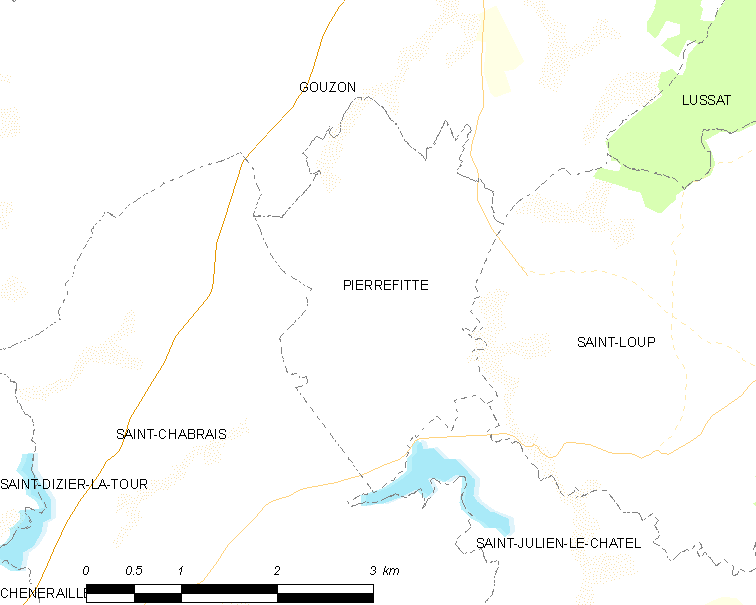
的OSM定位图

皮埃尔菲特的时区为UTC+01:00、UTC+02:00（夏令时）。

## 行政
皮埃尔菲特的邮政编码为23130，INSEE市镇编码为23152。

## 政治
皮埃尔菲特所属的省级选区为古宗县。

## 人口

1962-2008年间人口变化图示

皮埃尔菲特于2022年1月1日时的人口数量为68人。